# Eulen nach Athen tragen

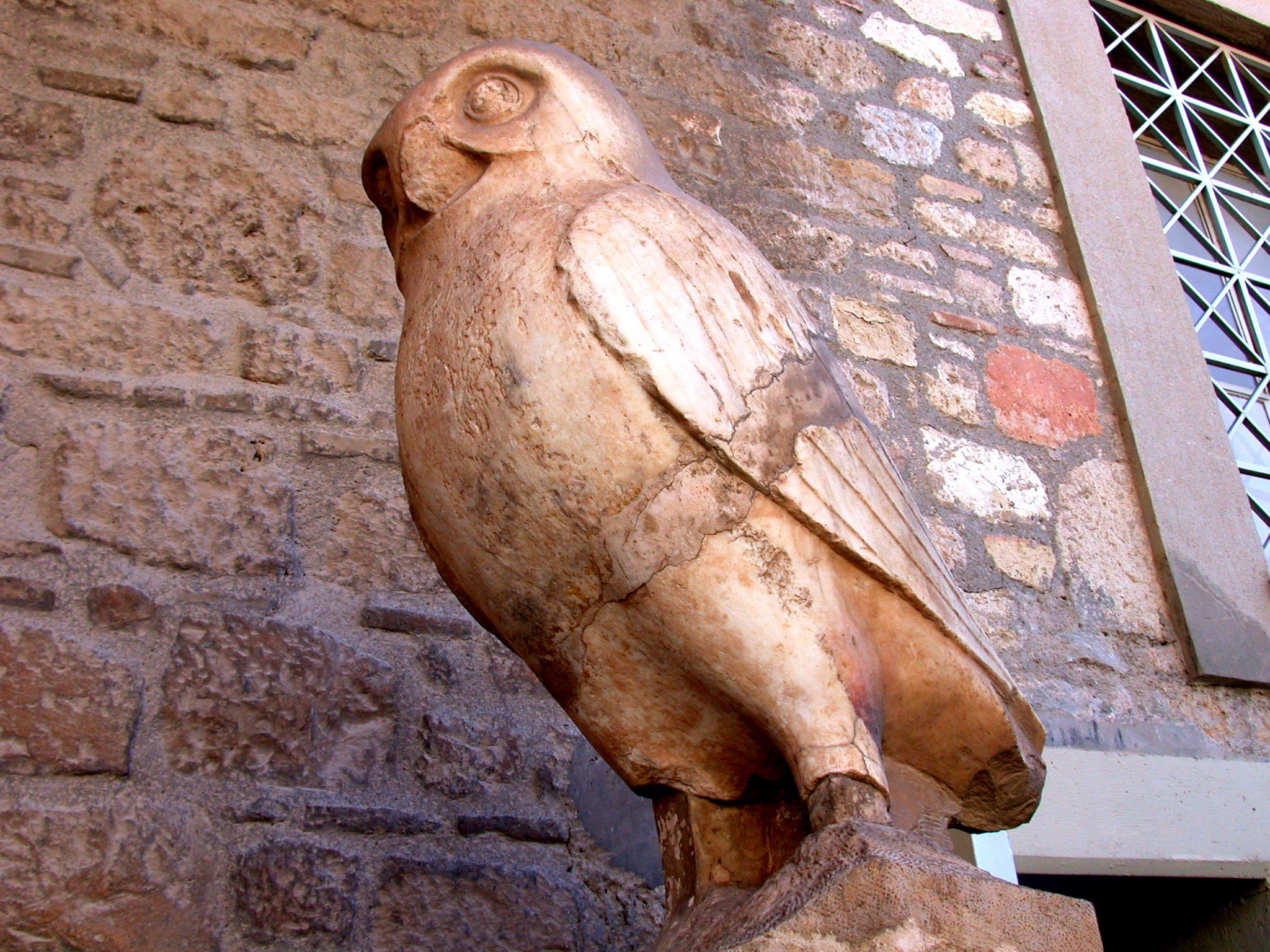
Eule auf der Akropolis in Athen

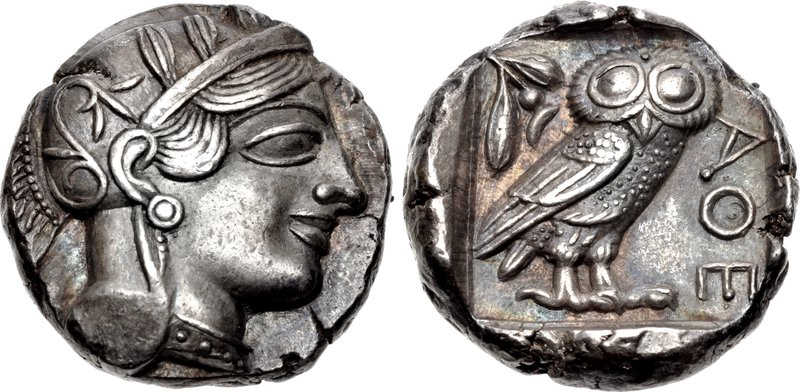
Eule auf einem Tetradrachmon

Eule der historischen Drachme auf der Rückseite der griechischen 1-Euro-Münze

Die Redensart Eulen nach Athen tragen steht für eine überflüssige Tätigkeit. Sie geht auf den antiken griechischen Dichter Aristophanes zurück, der den Ausspruch in seiner Komödie Die Vögel um 400 v. Chr. prägte. Dort wird in Vers 301 eine herbeifliegende Eule mit den folgenden Worten kommentiert:

«Τίς γλαῦκ’ Ἀθήναζ’ ἤγαγεν;»

„Tis glauk’ Athénaz’ égagen?“

„Wer hat eine Eule nach Athen gebracht?“

In der Übersetzung von Carl Friedrich Schnitzer und Wilhelm Siegmund Teuffel heißt es:

„Pisthetäros: ‚Sieh, die Eule da! …‘

Euelpides: ‚Was sagst du? Bringt man Eulen nach Athen?‘“

Für die Überflüssigkeit einer Handlung, für die der Spruch „Eulen nach Athen tragen“ steht, werden drei Herleitungen angegeben:
Zum ersten war die Eule – genauer der Steinkauz – ein im damaligen Griechenland häufig vorkommender Vogel, der besonders in den klüftenreichen Abhängen der Akropolis hauste.
Zum zweiten stand die Eule als Symbol der Göttin Athene, der Schutzgöttin der Stadt, so dass sie in Athen präsent war (vergleiche Eule der Minerva) und sie also nicht extra nach Athen gebracht werden musste. Die Eule symbolisierte damals für die Athener die Klugheit (unter anderem deshalb, weil sie auch im Dunkeln sehen kann). Athenische Abbildungen zeigen tatsächlich den Steinkauz. Wolfgang Hildesheimer hat daraus die ironische Erzählung „Ich trage eine Eule nach Athen“ entwickelt, in der es um einen Steinkauz geht.
Zum dritten – und so sind auch Übersetzungen ausgewiesen – wird der Ausspruch des Aristophanes mit Bezug auf die Münzen Athens verstanden, denn auf diesen – den damaligen Athener Drachmen – war das Tier abgebildet. Aristophanes bezeichnete es daher als überflüssig, Silbermünzen (mit der Eule) ins reiche Athen zu schicken – in Vers 1106 der gleichen Komödie heißt es:

«γλαῦκες ὑμᾶς οὔποτ’ ἐπιλείψουσι Λαυρειωτικαί»

„glaukes hymas oupot’ epileipsousi Laureiōtikai“

„Soll es euch an Eulen niemals mangeln aus dem Laurion“

„Laurion“ steht hier metonymisch für die dortigen Silberminen und daher für die Münzen.
In der Kommentierung der Ausgabe von 1854 zu Vers 301 (Fußnote V. 301) heißt es entsprechend (in historischer Rechtschreibung):

„‚Eulen nach Athen‘. Ein Sprüchwort vom unnöthigen // Ueberhäufen, wo der Haufen schon groß genug ist, wie: Getreide nach Aegypten führen, oder Safran nach Kilikien.“

Inwieweit sich die drei Deutungen ergänzten oder beeinflussten, bleibt offen. Der direkte Bezug des Aristophanes auf die Athener Münze ist aber  naheliegend, da er sich in einer weiteren Komödie (Die Frösche) ebenso direkt auf die Athener Münze bezieht. Bei diesem Bezug beschreibt er die Verdrängung besserer Bürger durch schlechtere als Gleichnis der Verdrängung besserer Münzen durch schlechtere in Athen,
womit er auch als ein Vorläufer der Begründung des Vorgangs gilt, der später in der Ökonomie Greshamsches Gesetz genannt wurde.
Die Eule als griechisches Symbol war bis zur Umstellung auf den Euro zu Beginn des 21. Jahrhunderts in die Griechische Drachme geprägt. Die Abbildung einer zwischen 490 und 220 vor Christus von Hand geschlagenen attischen Vier-Drachmen-Münze aus Silber wurde für die Rückseite der griechischen 1-Euro-Münze gewählt.
Die römische Geschichtsschreibung übernahm das Sprichwort als ululas Athenas (ferre) (ululas steht im Plural). Cicero verwendete die Redewendung mehrfach (in Griechisch) in Briefen in der Version γλαῦκ’ εἰς Ἀθήνας glauk’ eis Athēnās. Um 1500 hat Erasmus von Rotterdam diese Variante gemeinsam mit der lateinischen Übersetzung in seiner Sprichwörtersammlung, den Adagia, aufgezeichnet. Er erwähnt auch, dass Lukian (2. Jahrhundert n. Chr.) die Wendung in seinem Werk Nigrinus (Νιγρίνου Φιλοσοφία Nigrinou Philosophia) verwendet habe.
Im Laufe der Zeit haben sich – neben denen in der oben zitierten Übersetzung von 1854 – viele weitere Sprichwörter auf der Basis dieses Ausspruchs gebildet. So waren bereits im antiken Griechenland auch die Wendungen „Fische zum Hellespont bringen“ (pisces ad Hellespontum ferre) oder „Krokodile nach Ägypten bringen“ (crocodilia ad Aegyptum ferre) bekannt. Modernere Varianten lauten etwa „Bier nach München bringen“, im Englischen „Kohlen nach Newcastle (alternativ Birmingham) tragen“ (englisch: bring/take/carry coals to Newcastle), „den Bäckerskindern Stullen geben“ oder im Russischen „mit dem eigenen Samowar nach Tula fahren“ (in der Stadt Tula werden die als Samoware bezeichneten Teekocher gefertigt). Ähnlich ist das lateinische ligna in silvam (ferre) „Holz in den Wald (tragen)“ (Horaz, Satiren I,10,34).
Des Weiteren existieren viele besonders regional und lokal bekannte Abwandlungen, so zum Beispiel in Norddeutschland „Torf ins Moor tragen“, in Franken „Wasser in die Pegnitz schütten“, im Moselfränkischen „Schnecken nach Metz treiben“ oder „Wasser in den Rhein tragen“.